# Bożejewiczki (przystanek kolejowy)
Bożejewiczki – nieczynny wąskotorowy przystanek kolejowy w Bożejewiczkach, w województwie kujawsko-pomorskim.